# Andrij Smalko
Andrij Ołeksijowycz Smalko, ukr. Андрій Олексійович Смалько (ur. 22 stycznia 1981 roku w Czarnobylu, w obwodzie kijowskim) – ukraiński piłkarz, grający na pozycji obrońcy, a wcześniej pomocnika.

## Kariera piłkarska

### Kariera klubowa
Wychowanek DJuSSz w Szczasływem. W 1997 razem rozpoczął karierę piłkarską w Borysfenie Boryspol, w barwach którego 12 lipca 2003 debiutował w Wyższej lidze. Na początku 2004 przeszedł do Czornomorca Odessa. Następnie co roku zmieniał kluby: Tawrija Symferopol, Zoria Ługańsk, FK Charków, Stal Ałczewsk i FK Ołeksandrija. Od 2010 bronił barw Zirki Kirowohrad. Latem 2012 odszedł do Tytanu Armiańsk, ale już w lipcu 2013 powrócił do Zirki Kirowohrad.

### Kariera reprezentacyjna
Występował w juniorskiej reprezentacji Ukrainy, z którą wywalczył awans do Mistrzostw Świata U-20 w Argentynie. Następnie bronił barw młodzieżowej reprezentacji Ukrainy.

## Sukcesy i odznaczenia

### Sukcesy klubowe
- mistrz Pierwszej Lihi: 2006
- mistrz Drugiej Lihi: 2000
- zdobywca Pucharu Drugiej Lihi: 2000

### Sukcesy reprezentacyjne
- wicemistrz Europy U-19: 2000
- uczestnik turnieju finałowego Mistrzostw Świata U-20: 2001